# Тадеуш Бор-Коморовски
Тадеуш Коморовски (пољ. Tadeusz Bór-Komorowski; Лавов, 1. јун 1895 — Лондон, 24. август 1966) био је чувени пољски генерал који је командовао Пољском домовинском армијом током Варшавског устанка.

## Биографија
Коморовски је рођен у Лавову, у Аустроугарској (данашња Украјина). У Првом светском рату служио је као официр у Аустро-угарској војсци. По завршетку рата, ступио је као официр у тек формирану пољску војску.
Активно је учествовао у борби против немачких јединица које су у септембру 1939. године напале Пољску. Након пољског пораза прикључио се покрету отпора и био је задужен за његово формирање, организацију и деловање у области града Кракова. У овом периоду био је познатији под својим конспиративним именом - Бор. Јула 1941. године постао је заменик командира, а у марту 1943. године и врховни командант Пољске домовинске армије. Ову функцију вршио је у чину бригадног генерала.
Пошто су совјетске снаге средином 1944. године ушле у централну Пољску, пољска влада у егзилу у Лондону наредила је Бор-Коморовском да организује оружани устанак у Варшави. Влада у егзилу желела је да се врати у пољску престоницу коју су ослободили Пољаци, а не Руси. Међутим, основни разлог за покретање устанка био је да се спречи долазак комуниста на власт и формирање комунистичке Пољске која је била у совјетској интересној сфери.
Варшавски устанак почео је 1. августа 1944. године. Припадници Пољске домовинске армије заузели су већину кључних тачака у Варшави. Совјетске снаге су се у то време налазиле на једва 20 km од Варшаве, али је Стаљин забранио било какво пружање помоћи устаницима: према Стаљиновим речима, Варшавски устанак је био најобичнија „криминална авантура“. Британци су у неколико наврата извршили снабдевање устаника муницијом и оружјем из ваздуха, али нису били у могућности да им пруже директну подршку. Немачке снаге које су ангажоване у гушењу устанка биле су састављене од СС и регуларних јединица потпомогнутих са јединицама формираним од стране руских дезертера који су исказали посебну суровост у борби. Немачким јединицама командовао је генерал Ерих фон дем Бах.
После два месеца жестоких борби Бор-Коморовски је 2. октобра пристао на предају под условом да Немци припаднике Пољске домовинске армије третирају као ратне заробљенике, што су и учинили. Бор-Коморовски је интерниран у заробљенички логор Oflag IVc у Немачкој (познатији под именом замак Колдиц). После ослобођења од стране западних савезника и завршетка рата преселио се у Лондон где је провео остатак живота. Играо је веома значајну улогу међу пољском емиграцијом у Уједињеном Краљевству. Од 1947. до 1949. године био је премијер Пољске владе у изгнанству која већ тада није била призната од стране многих западних земаља. Своја сећања на ратне године и Варшавски устанак описао је у књизи „Тајна армија“, која је објављена 1951. године. Умро је у Лондону у 71 години живота.